# Козлов, Василий Тихонович
Васи́лий Ти́хонович Козло́в (24 октября 1931 — 15 декабря 1998) — советский хозяйственный деятель, тралмейстер. Заслуженный работник рыбного хозяйства Российской Федерации», Герой Социалистического Труда (1974).

## Биография
Василий Козлов родился 24 октября 1931 года в селе Старое Дёмкино Наскафтымского района Средневолжского края РСФСР СССР — ныне Пензенская область Российской Федерации..
В Мурманской области с 1955 года, сразу по выходе в запас после прохождения военной срочной службы в Вооружённых Силах СССР. Работал сначала простым матросом, затем мастером по добыче рыбы, а с 1963 года — старшим мастером по добыче рыбы на рыболовных траулерах «Минусинск» и «Веха», показал себя трудолюбивым, исполнительным работником, заинтересованным в качестве работы и в её результате. По инициативе Василия Тихоновича были введены флотские соревнования за наиболее экономичный вылов рыбы.
Указом Президиума Верховного Совета СССР от 23 января 1974 года — «За выдающиеся успехи, достигнутые в выполнении задания пятилетки и принятых соцобязательств, большой вклад в увеличение производства рыбной продукции» — Козлову Василию Тихоновичу присвоено звание Героя Социалистического Труда, с вручением ордена Ленина и золотой медали «Серп и Молот». За многолетний доблестный труд Василий Козлов был отмечен многими отраслевыми почётными грамотами и государственными наградами. 
Вышел на пенсию в 1989 году, имея за плечами 44 года трудового стажа в Мурманском траловом флоте.  
Умер в Мурманске 15 декабря 1998 года. Похоронен на почётном участке нового городского кладбища Мурманска.

## Награды, звания
- Орден Ленина;
- медаль «Серп и Молот»;
- орден Трудового Красного Знамени;
- медаль «За трудовое отличие»;
- Медаль «В ознаменование 100-летия со дня рождения Владимира Ильича Ленина»
- Заслуженный работник рыбного хозяйства Российской Федерации.

## Семья
Дочь — Марина Васильевна Ковтун — российский политик, губернатор Мурманской области.